# Nabídka Start
Nabídka Start je jedním ze základních ovládacích prvků známý zejména z operačního systému Microsoft Windows. Podobné nabídky se však vyskytují i v jiných operačních systémech s grafickým uživatelským rozhraním.
Nabídka Start slouží zejména k jednoduchému spouštění programů a obsahuje také tlačítka pro vyhledávání na disku počítače, nápovědu, vypnutí počítače a odhlášení z uživatelského účtu. Zvláště v novějších verzích Windows lze zvolit, jaká tlačítka budou v nabídce dostupná.
Po kliknutí na hlavní panel pravým tlačítkem myši a vybráním Vlastnosti (Properties) se zobrazí okno, ve kterém se dá nastavit, jestli bude hlavní panel potažmo tlačítko Start stále navrchu před ostatními programy, jestli se má hlavní panel skrývat, ukazovat hodiny a jestli se mají v nabídce Start zobrazovat male či velké ikony a jestli se mají zobrazovat pouze častěji používané odkazy v podnabídce Programy (Programs). V druhé záložce – Pokročilé (Advanced) jsou dostupné podrobnější nastavení. Lze seřadit programy podle abecedy, což může být šikovná pomůcka, ale hlavně lze určit, co se má zobrazovat, nebo naopak nemá, v nabídce Start, jako jsou správcovské nástroje, oblíbené položky, rozepsání ovládacího panelu a podobně.
Vzhled nabídky Start se mění podle zvoleného motivu (anglicky „theme“).

## Microsoft Windows
Nabídka Start spolu s příslušným tlačítkem na hlavním panelu se stala hlavním prvkem Windows od Windows 95. Nová nabídka spojila funkci původně tří samostatných nabídek, které byly součástí projektu Microsoft Chicago. Umožnila uživatelům pohodlné spouštění aplikací, nápovědy a ostatních základních funkcí systému, jako je například konzole a vyhledávání.

### Windows 95 – ME
Nabídka Start byla veřejnosti poprvé představena v osobním systému Windows 95 a firemním systému Windows NT 4.0, Microsoft však začal na ni pracovat již od roku 1992, původně byla označovaná jako nabídka Systém. Nahradila funkci původního Správce programů z Windows 3.xx, respektive dřívějších verzí Windows NT.
Pozdější vydání Windows umožnily uživatelům více si přizpůsobit nabídku Start a vložit si do ní oblíbené položky z Internet Exploreru, odkaz na uživatelské dokumenty nebo správcovské nástroje. Položky mohly být do nabídky také vkládány přetažením.

### Windows XP – 7
První významné přepracování nabídky Start bylo představeno ve Windows XP a později ve Windows Server 2003. Nabídka Start se dočkala dvou sloupců: levý sloupec umožňoval přístup k programům, pravý umožňoval přístup k osobním dokumentům, obrázkům, hudbě a dalším složkám. V tomto sloupci byl též zástupce „mého počítače“ a umístění v síti. Obsah tohoto sloupce mohl být přizpůsoben. Často používané programy se automaticky zobrazovaly v levém sloupci. Uživatelé mohli připnout libovolné programy na levou stranu nabídky, aby byly vždy přístupné. V dolní části sloupce byla umístěna podnabídka s výpisem všech položek nabídky. 
Windows Vista a jejich následovníci přidaly do nabídky jen minimální změny.

### Windows 8
Ve Windows 8 a Windows Server 2012 byla namísto nabídky Start představena obrazovka Start. Zabírala celou obrazovku a původní sloupce byly nahrazeny jen dlaždicemi programů, které všude, kde to bylo možné, zobrazovaly dynamicky měněný obsah (anglicky známé jako „live tile“, česky „živé dlaždice“). Programy mohly být odinstalovány jen kliknutím na dlaždici a výběrem možnosti z kontextové nabídky, připnuté dlaždice mohly být umísťovány do skupin. Rozhraní byla zamýšleno pro pohodlné ovládání prostřednictvím dotykového displeje. Na tuto situaci však reagovala celá řada komerčních společností i jednotlivců vytvořením utilit, které znovu Nabídku Start do Windows implementují.
Nápad na celoobrazovkovou nabídku Start vede až do Windows Neptune, kde hodlal Microsoft původně představit „úvodní stránku“ (z anglického „Start page“), která by byla integrovaná do prostředí plochy prostřednictvím Active Desktop.
Obrazovka Start již nepodporovala několik dříve dostupných funkcí, například výpis často používaných programů, odkazy do speciálních složek nebo možnost přetahování položek. Větvení skupin bylo omezeno jen na jednu úroveň.

### Windows 10
Windows 10 obnovily původní nabídku Start. Podobně jako ve Windows 7, obsahovala nová nabídka dva sloupce, s tím rozdílem, že vpravo se nalézal prostor pro dlaždice podobné těm z Windows 8. Aplikace mohly být připnuty jako dlaždice do pravé části nabídky a mohly být řazeny do skupin. Levý sloupec zobrazoval výpis nejdříve nejčastěji používaných programů a pak také výpis všech programů. Úplně vlevo se nalézala lišta s tlačítky jako vypnutí počítače, odkaz do nastavení apod. Nová nabídka Start byla dostupná i jako celoobrazovková, stejná jako ve Windows 8.

### Windows 11
Windows 11 představily další výraznou změnu designu nabídky Start. Vyhledávací pole bylo umístěno nahoru, dlaždice změnily kompletně svůj vzhled a jsou umístěny na úvodní části nabídky v mřížce, dole se nalézají doporučené položky. Tlačítko „Všechny aplikace“ je umístěno nahoře, pod vyhledávacím polem a vede k výpisu programů. Windows 11 již v nabídce Start nenabízí „živé dlaždice“.

## Otevření nabídky
Nabídka Start může být spuštěna buď příslušným tlačítkem klávesnice, vedle klávesy Alt, stisknutím kombinace kláves Ctrl+Esc, nebo kliknutím na příslušné tlačítko na hlavním panelu uživatelského rozhraní. To však není dostupné ve Windows 8 a Windows Server 2012. V těchto operačních systémech je toto tlačítko skryté do tzv. „kouzelné lišty“, která je skryta a může být vyvolána na dotykových zařízením přejetím prstu vpravo, u ostatních zařízení přejetím myši úplně doprava a přetažením buď nahoru nebo dolu. Obrazovka Start mohla být též otevřena kliknutím do levého dolního rohu obrazovky.
Ve Windows 8.1 a Windows Server 2012 R2 bylo původní tlačítko vráceno na hlavní panel. Ve většině verzí Windows je tlačítko Start spolu s ikonami běžících programů zobrazeno vlevo na hlavním panelu, ve Windows 11 jsou standardně zobrazeny uprostřed, ale uživatel může nastavit jejich zobrazování vlevo.

## Umístění na disku
Pokud chce uživatel vložit položku do nabídky Start, musí založit zástupce, soubor nebo složku ve složce nabídky Start, umístění této složky se však liší dle verze operačního systému.
- Ve Windows 9x se složka nalézá v umístění %windir%\Nabídka Start nebo, pokud počítač sdílí více uživatelů, v umístění %windir%\Profiles\%userprofile%\Nabídka Start. %windir% představuje systémovou složku, kde jsou umístěny systémové soubory Windows (zpravidla C:\Windows), %userprofile% pak představuje název uživatelské složky.
- Ve Windows NT 4.0 se složka nalézá v umístění %systemroot%\Profiles\[uživatel]\Nabídka Start, pokud sdílí počítač více uživatelů, pak v umístění pak se v umístění %systemroot%\Profiles\All Users\Nabídka Start nalézají položky, které se zobrazují v nabídce Start u všech uživatelů. %systemroot% je kořenová složka systému.
- Ve Windows 2000, Windows XP a Windows Server 2003 se složka nalézá v umístění %userprofile%\Nabídka Start, položky zobrazované u všech uživatelů se nalézají v umístění %allusersprofile%\Nabídka Start. %allusersprofile% představuje adresář všech uživatelů, v novodobých Windows známý jako složka Veřejné.
- Ve Windows Vista, respektive Windows Server 2008 a pozdějších se složka nalézá v umístění %appdata%\Microsoft\Windows\Start Menu, společné položky pak v umístění %programdata%\Microsoft\Windows\Start Menu. %appdata% představuje umístění C:\Users\%userprofile%\AppData\Roaming, %programdata% pak složku ProgramData v kořenové složce disku.

Před Windows Server 2003 se název složky lišil podle jazykového provedení systému, například v anglické verzi se nazývala Start Menu, německé Startmenü, české Nabídka Start apod. Od Windows Vista jsou všechny složky pojmenovány anglicky, Start Menu, v průzkumníku souborů se však jen jeví, že se nazývají jinak.